# Cártama (kommunhuvudort)
Cártama är en kommunhuvudort i Spanien.   Den ligger i provinsen Provincia de Málaga och regionen Andalusien, i den södra delen av landet, 400 km söder om huvudstaden Madrid. Cártama ligger 89 meter över havet och antalet invånare är 21 313.
Terrängen runt Cártama är huvudsakligen kuperad, men västerut är den platt. Runt Cártama är det tätbefolkat, med 356 invånare per kvadratkilometer. Närmaste större samhälle är Málaga, 19,0 km öster om Cártama. Trakten runt Cártama består till största delen av jordbruksmark.